# Ellen Roosevelt
Ellen Crosby Roosevelt, född augusti 1868, Hyde Park, New York, USA, död 26 september 1954 var en amerikansk högerhänt tennisspelare. 
Ellen Roosevelt upptogs 1975 i International Tennis Hall of Fame.

## Tenniskarriären
Ellen Roosevelt och hennes syster Grace Walton Roosevelt debuterade 1888 i Amerikanska mästerskapen och blev två år senare, 1890, båda segrare i turneringen. Systrarna nådde då finalen i dubbelturneringen där de besegrade spelarparet Bertha Townsend/Margarette Ballard (6-1, 6-2). De blev därmed det första syskonpar som vunnit ett stort mästerskap i tennis. I singelturneringen 1890 nådde Ellen Roosevelt slutfinalen (Challenge Round) där hon mötte den tvåfaldiga mästarinnan Bertha Townsend som hon besegrade med 6-2, 6-2. 
I 1891 års upplaga av samma turnering nådde Grace Roosevelt finalen i All Comers Round som hon dock förlorade mot irländskan Mabel Cahill. Ellen Roosevelt, som var titelförsvarare, blev i den följande slutfinalen också besegrad Cahill (6-4, 6-1, 4-6, 6-3). 
Syskonen Roosevelt förlorade också sin titel i dubbelturneringen i samma turnering, då de i finalen förlorade mot Cahill/Emma Leavitt Morgan med siffrorna 6-2, 6-8, 4-6. 
Ellen Roosevelt vann mixed dubbeltiteln i Amerikanska mästerskapen 1893 tillsammans med Clarence Hobart.

## Spelaren och personen
Syskonen Roosevelt tränades av sin far John Roosevelt som i hemmet hade anlagt en privat tennisbana. Ellen Hansell, den första mästarinnan i Amerikanska mästerskapen, kommenterade vid ett tillfälle att systrarna Roosevelts far behandlade de båda syskonen som om de vore ett par cirkus-ponnyer. Övriga spelare i turneringen, som inte tog tävlandet på fullt allvar, brukade enligt Hansell dra på munnen åt deras träningsmetoder, att de gick tidigt till sängs och var noga med vad de åt.
Systrarna Roosevelt var kusiner till den amerikanske presidenten Franklin D. Roosevelt. 

## Grand Slam-titlar
- Amerikanska mästerskapen
  - Singel - 1890
  - Dubbel - 1890
  - Mixed dubbel - 1893